# Federação Islandesa de Voleibol
A Federação Islandesa de Voleibol  (em islandês:Blaksamband Íslands, BLÍ) é  uma organização fundada em 1974 que governa a pratica de voleibol da Islandês, sendo membro da Federação Internacional de Voleibol e da Confederação Européia de Voleibol, a entidade é responsável por organizar  os campeonatos nacionais de  voleibol masculino e feminino no território..